# Сент-Годенс, Огастес

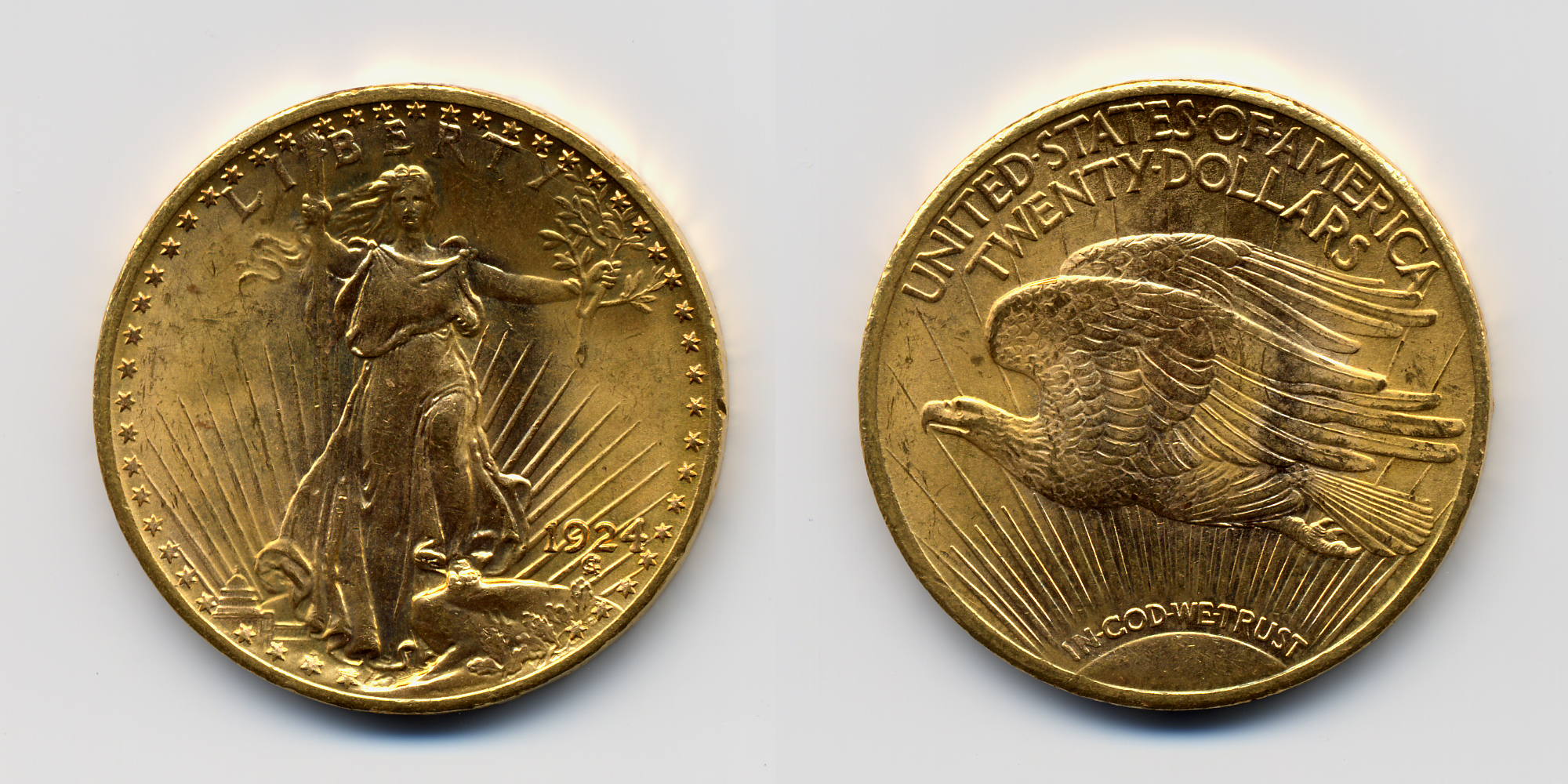
Золотая 20-долларовая монета, автором которой является О.Сент-Годенс

Огастес Сент-Годенс (англ. Augustus Saint-Gaudens; 1 марта 1848, Дублин — 3 августа 1907, Корниш, Нью-Гэмпшир) — американский скульптор.

## Жизнь и творчество
Сент-Годенс был сыном француза-сапожника, по происхождению гугенота, и ирландки. Когда мальчику было полгода, семья переехала в США. Вырос в Нью-Йорке. В 1861 году Сент-Годенс поступил учеником к резчику камей и, параллельно, посещал курсы Объединения Купера по распространению наук и искусств и Национальную академию дизайна в Нью-Йорке. По окончании учёбы уезжает в 1867 году в Париж, где изучает скульптуру в Школе изящных искусств, учится у Эмманюэля Фремье. Через 3 года едет из Парижа в Рим. Здесь Сент-Годенс в течение 5 лет изучает античное искусство и архитектуру. В Риме молодой скульптор получает свои первые заказы, а также тут Сент-Годенс знакомится со своей будущей женой, изучающей искусство, студенткой Огастой Хомер.
Особенное восхищение скульптора вызывали рельефы и медали времён античности и Возрождения, что оказало влияние как на художественный стиль самого скульптора, так и на развитие американской скульптуры в XIX веке в целом. О.Сент-Годенс дал собственную интерпретацию культурного наследия античности и Возрождения, создав некий синтез из обеих культурных традиций.
Слава пришла к скульптору после создания им памятника герою Гражданской войны в США, адмиралу Д. Г. Фаррагуту. После этого Сент-Годенс становится автором ряда памятников, памятных рельефов и официальных мемориалов, созданных по заказам властей США.
По предложению президента США Теодора Рузвельта О.Сент-Годенс в 1904 году создаёт образцы для трёх монет, отчеканенных затем государственным казначейством США.
В 1900 году у Сент-Годенса был диагностирован рак, в 1907 году знаменитый скульптор скончался.

## Галерея

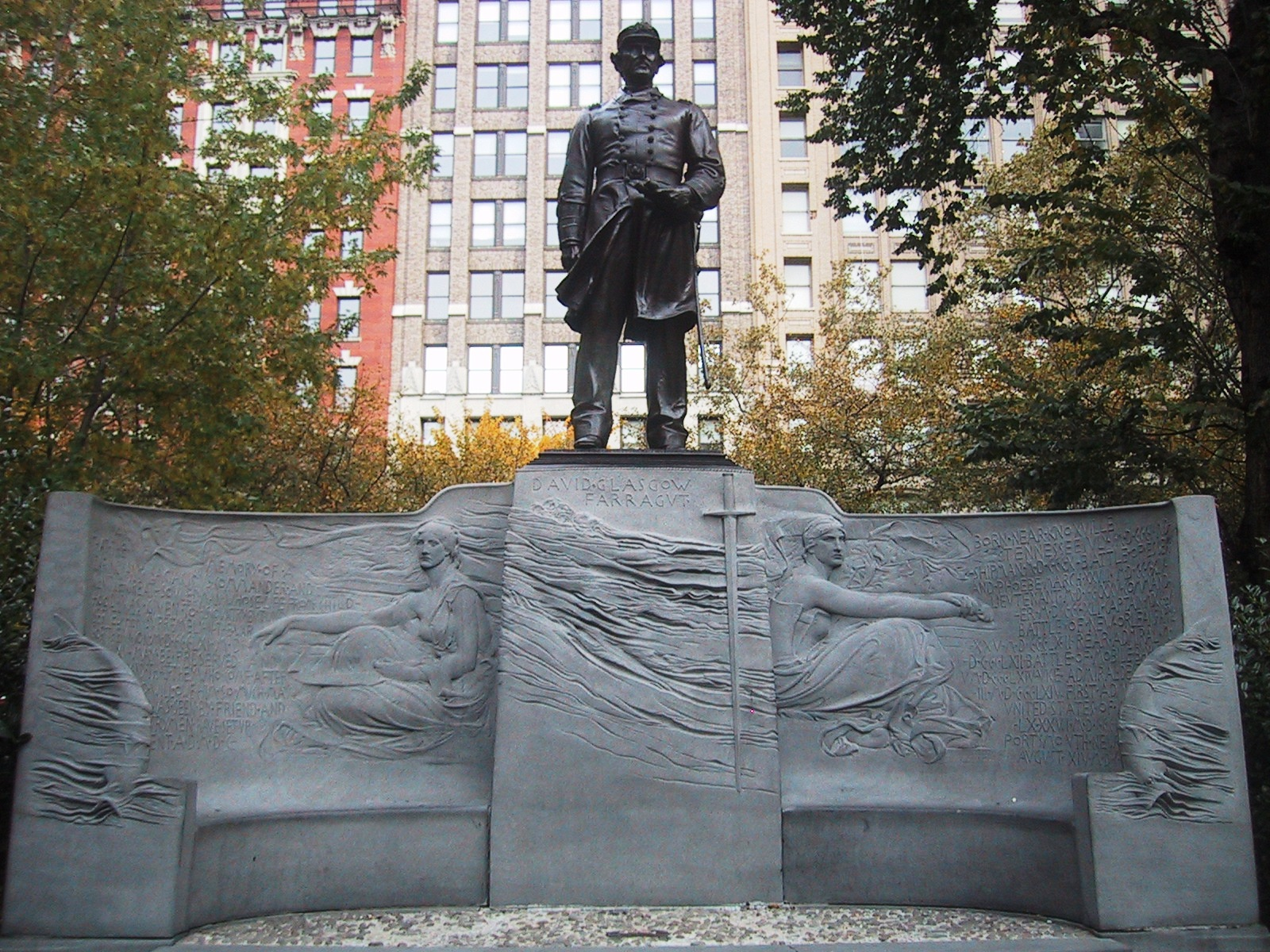
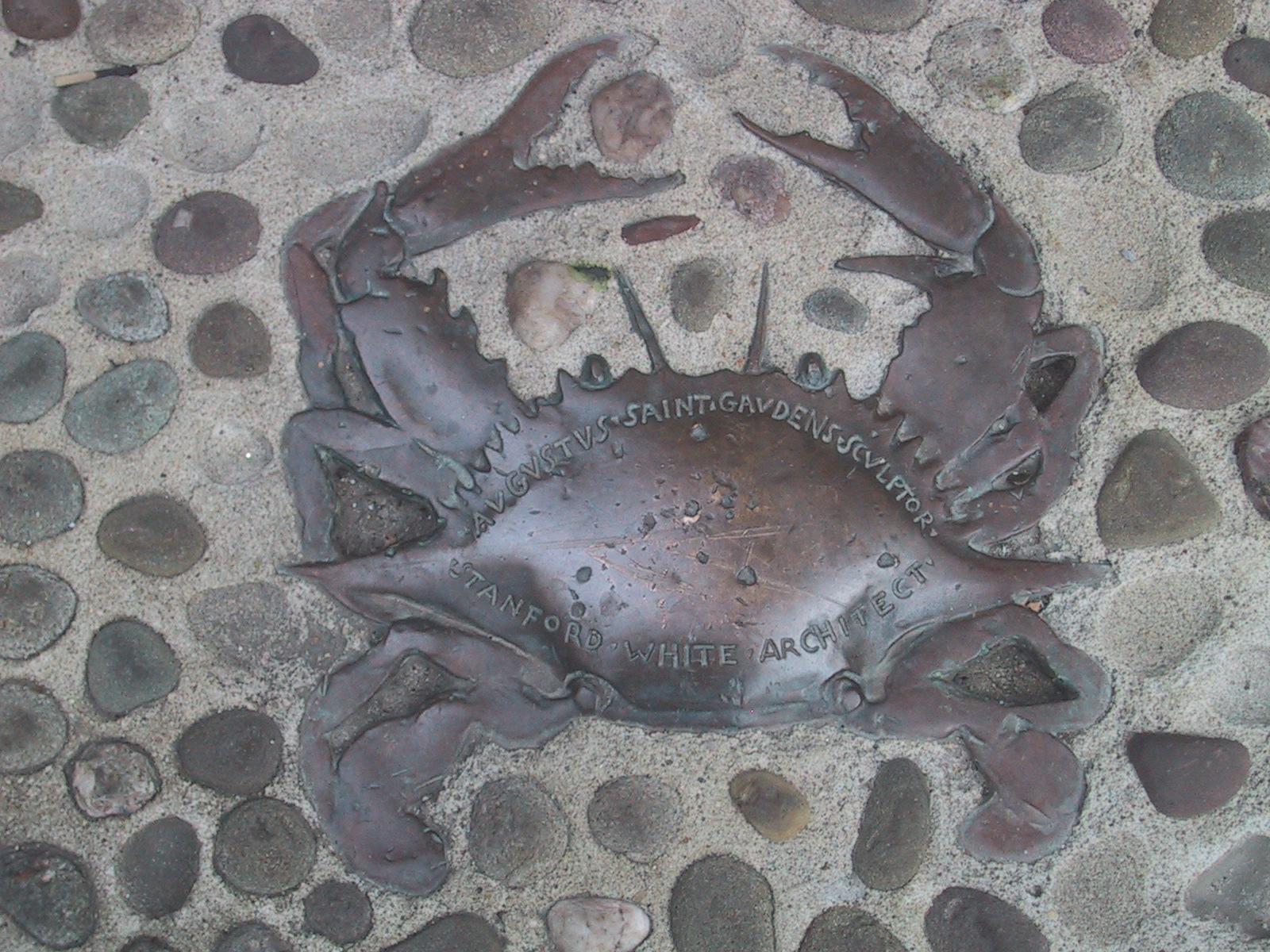
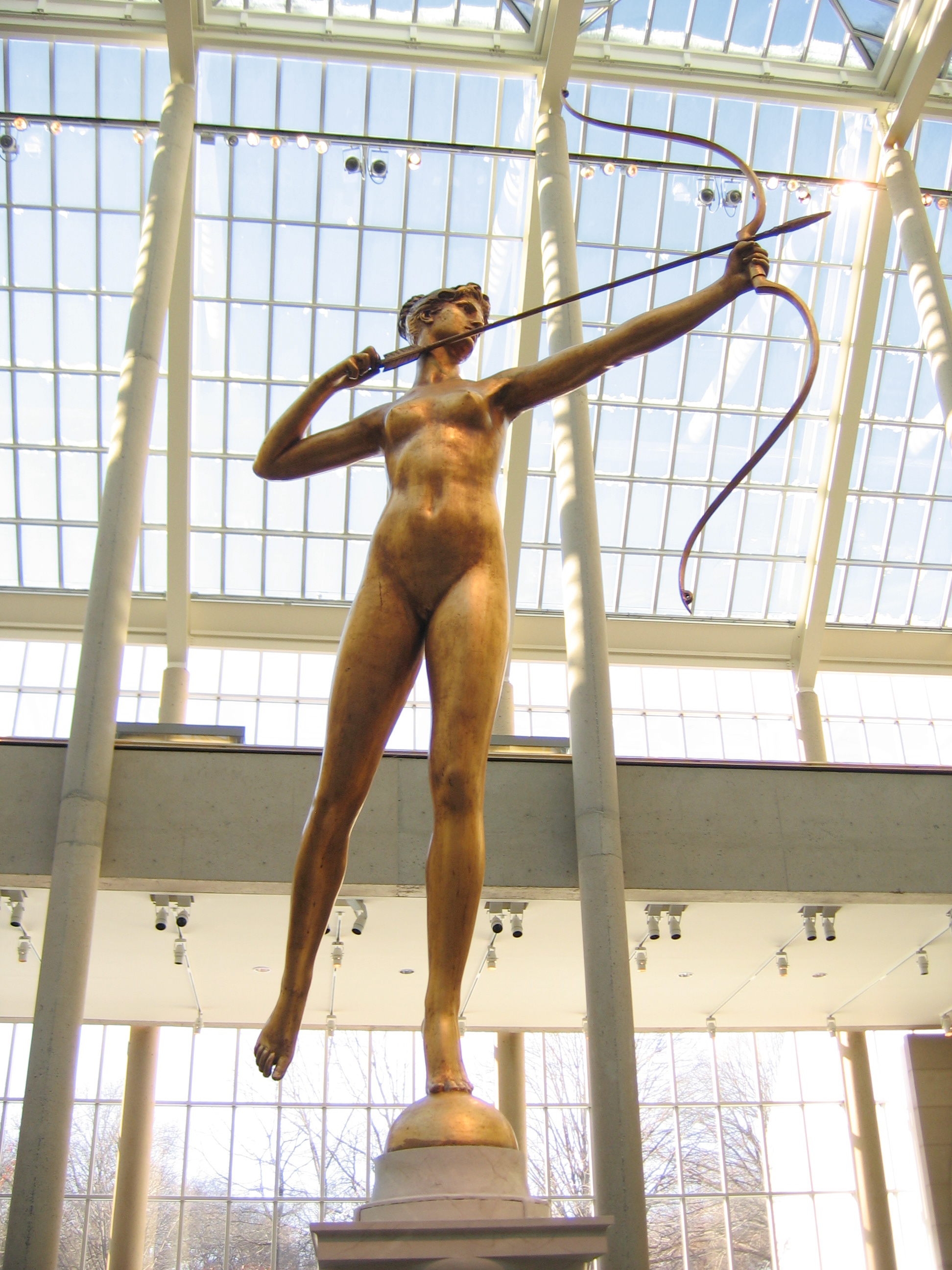
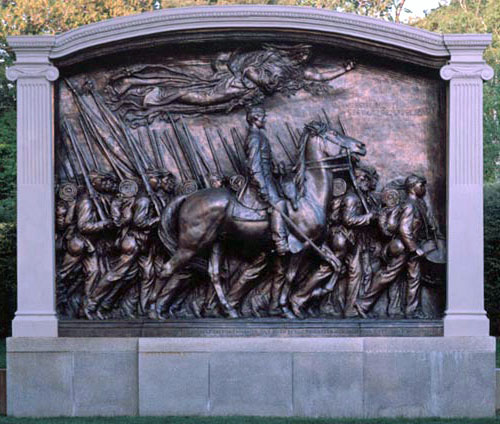